# Adolf von Bülow (General, 1850)
Adolf Wilhelm Ernst von Bülow (* 27. April 1850 in Hamburg; † 1. November 1897 in Darmstadt) war ein preußischer Generalmajor und Kommandeur der 21. Kavallerie-Brigade. Er diente allen drei Kaisern des Deutschen Reiches als Flügeladjutant.

## Leben

### Herkunft
Adolf entstammte dem mecklenburgischen Uradelsgeschlecht von Bülow. Er war der zweitälteste Sohn des dänischen Kammerherrn Bernhard von Bülow (1815–1879) und dessen Ehefrau Luise, geborene Rücker. Der Reichskanzler Bernhard von Bülow und der Diplomat Alfred von Bülow waren seine Brüder.

### Militärkarriere

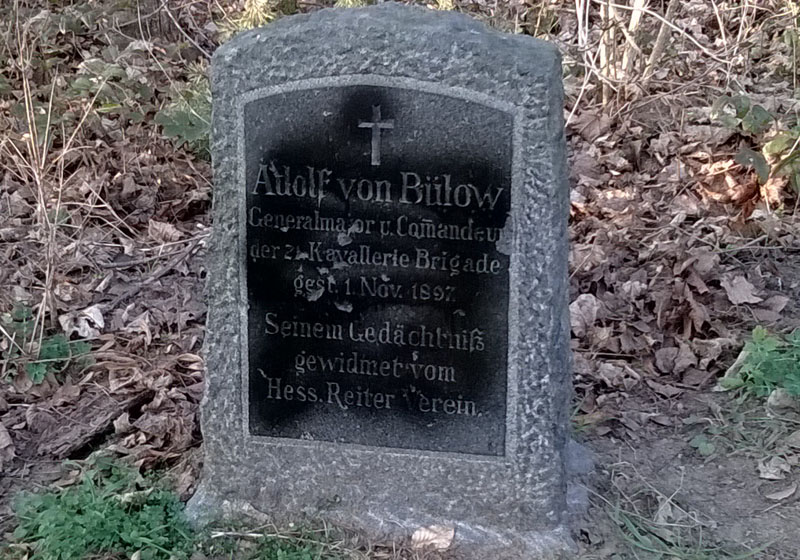
Gedenkstein Adolf von Bülow bei Pfungstadt nähe Darmstadt.

Seine erste Schulbildung erhielt er ab 1861 im Gymnasium in Frankfurt am Main. Im Jahr darauf erhielt er Privatunterricht in Hamburg, bevor er 1863 an das Gymnasium nach Neustrelitz kam. 1861 war er am Pädagogium in Halle. Er begann 1867 ein Studium in Lausanne, wechselte 1868 zur Universität Leipzig und war vom 16. Oktober 1869 bis zum 15. März 1870 (ein Semester) als Student der Rechtswissenschaften in Berlin immatrikuliert. 
Am 1. Oktober 1869 trat er als Einjährig-Freiwilliger in die 2. Eskadron des 2. Garde-Dragoner-Regiments der Preußischen Armee ein und avancierte Mitte Juli 1870 zum Sekondeleutnant. Im Krieg gegen Frankreich wurde er in der Schlacht bei Mars-la-Tour verwundet und nahm dann an den Kämpfen bei Gravelotte, Sedan, Beaumont und der Belagerung von Paris sowie dem Gefecht bei Dieulouard teil. Dafür erhielt er am 7. März 1871 das Eiserne Kreuz II. Klasse.
Am 12. Dezember 1875 wurde Bülow zunächst überzähliger Premierleutnant, bevor er am 27. März 1876 eine Stelle im Regiment erhielt. Am 2. Mai 1878 wurde er in den Großen Generalstab abkommandiert. Am 5. Juli 1878 bekam er den Auftrag, als Begleitung des Generals der Infanterie von Bose am 17. Juli an der Beerdigung der Königin Mercedes von Spanien teilzunehmen. Am 28. Oktober 1879 wurde er à la suite des Generalstabs gestellt und kam zum Prinzen Wilhelm vom Preußen. Am 22. März 1880 wurde er zum Hauptmann befördert und am 13. Januar 1885 als Rittmeister und Eskadronchef in das 3. Garde-Ulanen-Regiment versetzt. 
Unter Beförderung zum Major wurde er am 4. November 1886 Flügeladjutant von Kaiser Wilhelm I. Nach dessen Tod wurde er am 22. März 1888 Flügeladjutant von Friedrich III. und nach dessen Tod am 19. Juni 1888 nun Flügeladjutant von Wilhelm II. Unter Belassung in dieser Stellung rückte Bülow am 11. August 1888 in das Militärkabinett auf.
Am 24. März 1890 wurde er à la suite des Ulanen-Regiments Nr. 13 gestellt und mit dessen Führung beauftragt. Am 24. Dezember 1890 wurde er zum Oberstleutnant befördert. Eine besondere Aufgabe erhielt Bülow am 17. März 1891, als er den Kaiser bei der Beisetzung des Abgeordneten Windhorst vertrat. Am 17. Dezember 1893 erfolgte seine Beförderung zum Oberst und am 18. April 1894 wurde er Chef des Generalstabs des IV. Armee-Korps und blieb dabei immer noch Flügeladjutant des Kaisers. Am 27. Januar 1895 wurde er mit dem Kronenorden II. Klasse geehrt. Am 16. Juni 1896 wurde er als Kommandeur zur 21. Kavallerie-Brigade versetzt, dazu bekam er am 22. März 1897 die Beförderung zum Generalmajor. 
Adolf von Bülow starb 1897 bei einem Reitunfall im Alter von 47 Jahren in Darmstadt und wurde auf dem Alten Zwölf-Apostel-Friedhof in Schöneberg bei Berlin beigesetzt. Das Grab ist erhalten.

### Familie
1884 heiratete er in Nienstedten Carola Gräfin Vitzthum von Eckstädt (1864–1886), Tochter von Otto Rudolf Vitzthum von Eckstädt. Seine Ehefrau starb bereits zwei Jahre später an den Folgen der Geburt des zweiten Kindes.
- Bernhard Wilhelm (1885–1936), Diplomat
- Carola Helene Luise Marie (1886–1972)

nach dem frühen Tod seiner ersten Ehefrau heiratete Bülow 1891 Maria Gräfin von der Schulenburg (1868–1946) aus Öste. Mit ihr hatte er folgende Kinder:
- Marie  (1892–1952)
- Izabel Bertha Elisabeth (1888–1966) ⚭ Georg von Waldersee (1888–1966)